# Marching for Liberty
Marching for Liberty är det ungerska power metal-bandet Wisdoms tredje studioalbum, utgivet i september 2013 på Nail Records.
Det är bandets sista album med trummisen Balázs Ágota och det första med gitarristen Máté Bodor, som ersatte Zsolt Galambos.
Skivan gästades av Fabio Lione (Rhapsody of Fire, Vision Divine, Angra). En musikvideo till "Take Me to Neverland" spelades in.

## Låtlista
1. "World of the Free" – 0:44
2. "Dust of the Sun" – 3:55
3. "War of Angels" – 3:36
4. "Failure of Nature" – 4:15
5. "The Martyr" – 3:04
6. "God Rest Your Soul" – 3:18
7. "Take Me to Neverland" – 3:59
8. "Wake Up My Life" – 3:22
9. "My Fairytale" – 3:50
10. "Have No Fear" – 4:32
11. "Live like a Beast" – 3:42
12. "Marching for Liberty" – 8:08

## Medverkande
Musiker
- Gábor Nagy – sång
- Gábor Kovács – gitarr
- Máté Bodor – gitarr
- Máté Molnár – basgitarr
- Balázs Ágota – trummor

Bidragande musiker
- Fabio Lione – sång
- György Philipp – körsång

Produktion
- Gábor Kovács – producent, inspelningstekniker, mastering
- Gabor Noniusz – inspelningstekniker (kör)
- Gyula Havancsák – omslagskonst